# Rio Ailã
O rio Ailã é um curso de água que banha o estado de Roraima, Brasil, e que nasce no monte Caburaí, município de Uiramutã.
A sua nascente representa o ponto extremo setentrional do Brasil, situado a 5°16'20" de latitude Norte e a 60°12'43" de longitude Oeste.
Os outros pontos extremos brasileiros são: a oeste, as nascentes do rio Moa (Acre); ao sul, o arroio Chuí (Rio Grande do Sul) e, a leste, a Ponta do Seixas em João Pessoa, Paraíba. 